# Vehículo de lanzamiento de carga pesada
Un vehículo de lanzamiento pesado, HLV o HLLV (siglas del inglés Heavy-Lift Launch Vehicle), es un vehículo de lanzamiento orbital capaz de elevar entre 20,000 y 50,000 kg a órbita terrestre baja (LEO). A partir de 2017, los vehículos operativos de lanzamiento de carga pesada incluyen el Ariane 5, el Proton-M y el Delta IV Heavy. Además, el Angara A5, el Falcon 9 Full Thrust, el Falcon Heavy y el Larga Marcha 5 están diseñados para proporcionar capacidades de elevación de cargas pesadas en al menos algunas configuraciones, pero aún no se ha demostrado que transporten una carga útil de 20 toneladas en LEO. Varios otros cohetes de carga pesada están en desarrollo.

## Cronología

### Operativos al inicio delsigloXXI
Actualmente los vehículos de lanzamiento de cargas pesadas operativos incluyen:
- Ariane 5 ECA & SE, 1996 a la actualidad - Agencia Espacial Europea (ESA), de 21.000 kg.[3]
- Proton-M, 2001 a la actualidad - ruso, de 21.600 kg.[4]
- Delta IV Heavy, 2004 a la actualidad - Cohete de más alta capacidad del mundo actualmente en funcionamiento. Carga útil en LEO de 28.790 kg.[5]

### Retirados
Los siguientes cohetes estuvieron en funcionamiento:
- Saturno IB del Apollo 5, 1968 (se retiró después de 9 lanzamientos), 21.000 kg.[6]
- Titan IV, de 1989 a 2005 (se retiró después de 35 lanzamientos exitosos), 21.680 kg.[7]
- Transbordador Espacial, 1981 a 2011 (se retiró después de 135 lanzamientos), 24.400 kg solo de la carga útil.[8]

### En desarrollo
Están bajo desarrollo:
- Larga Marcha 5 (CZ-5) - Academia China de Tecnología de Vehículos de Lanzamiento.[9]
- Vulcan - United Launch Alliance.[10]
- Ariane 6 - Agencia Espacial Europea.[11]
- Falcon Heavy en una configuración parcialmente reutilizable - SpaceX
- Angara A5, ruso, 24.500 kg.[12]

### Diseños cancelados
- Ares I, de la NASA, se encontraba en la etapa de planificación cuando se canceló en 2010.[13]

## Galería

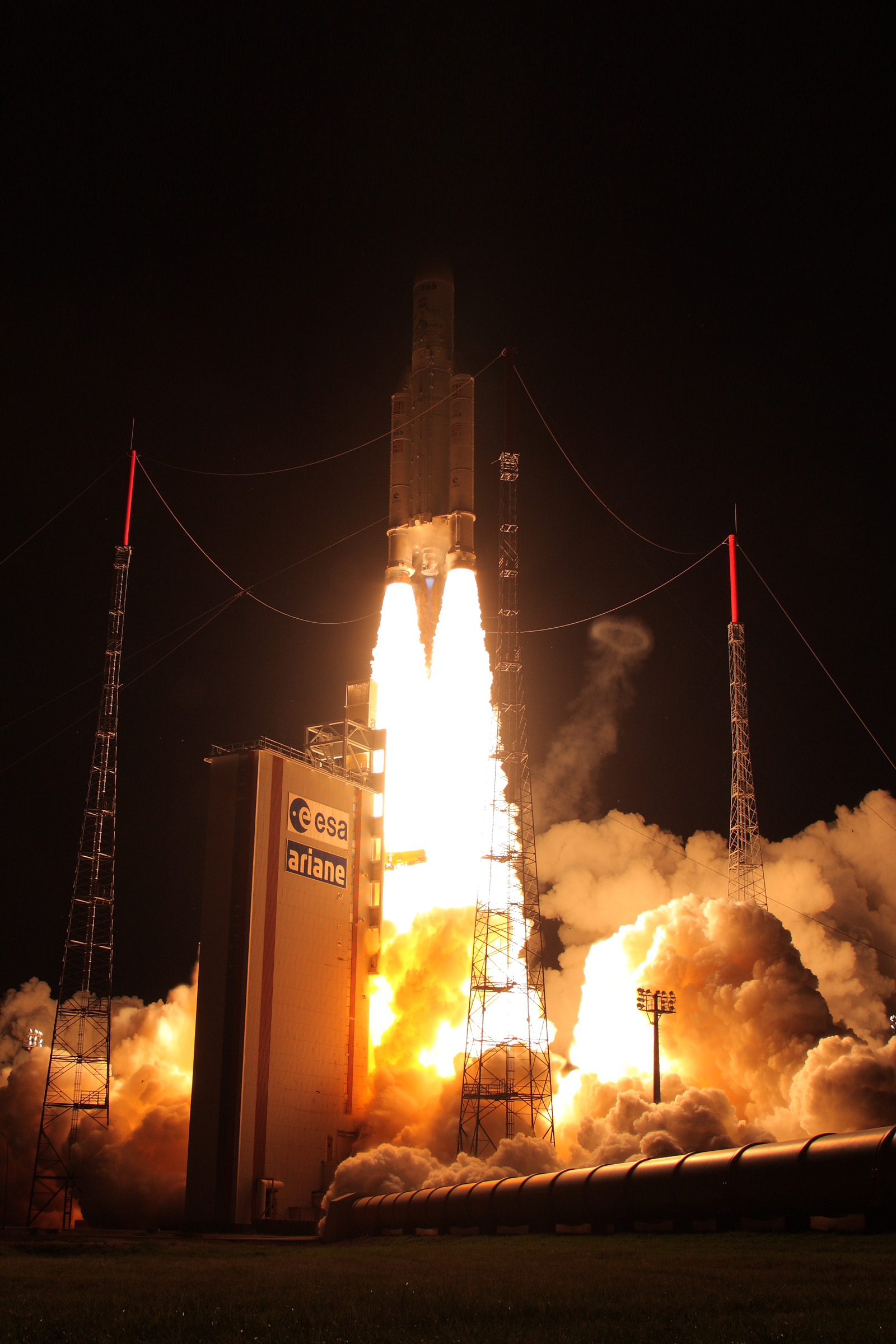
Ariane 5 ES lanza el ATV Albert Einstein hacia la Estación Espacial Internacional en junio de 2013
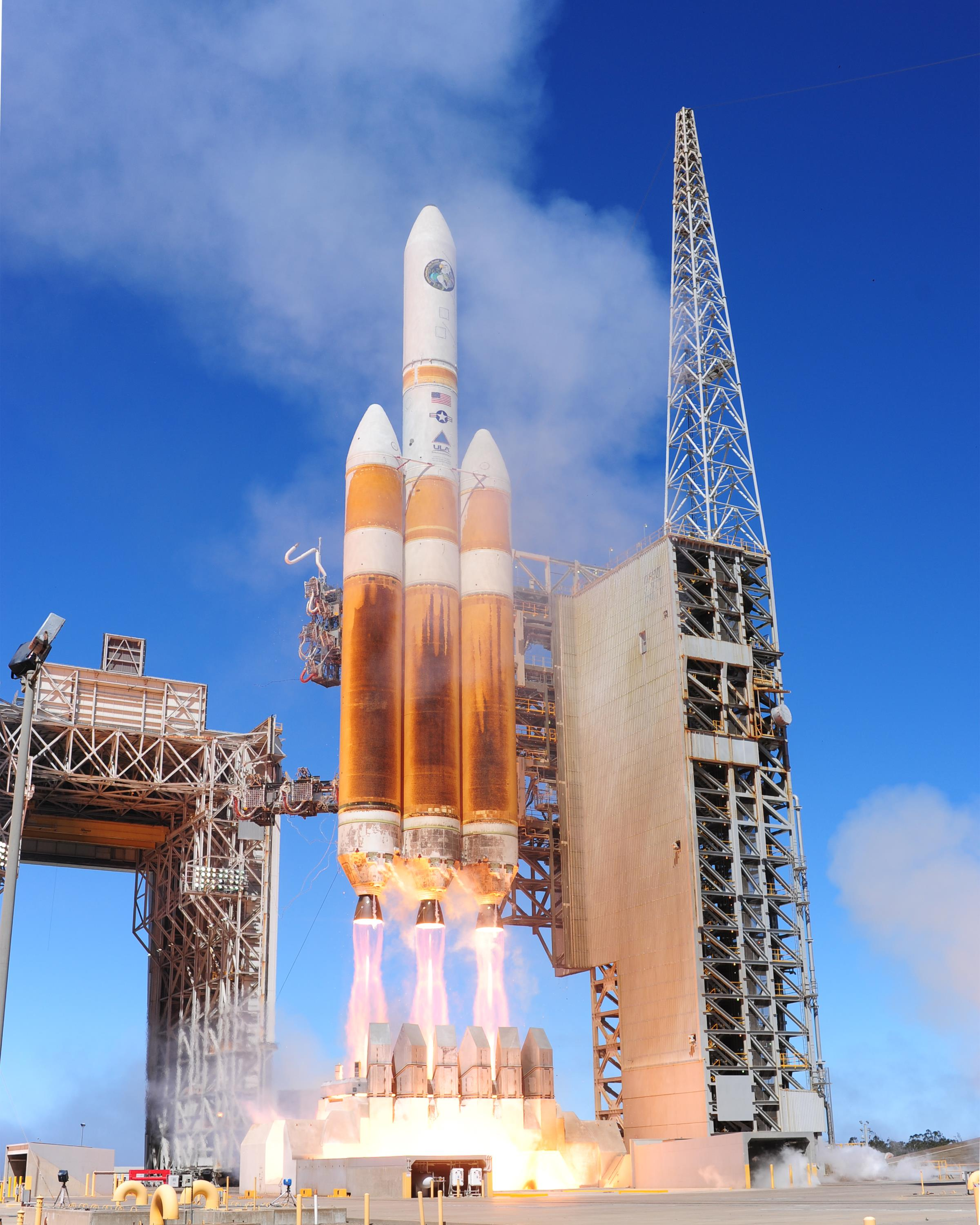
Delta IV Heavy  lanzó una carga útil clasificada de la National Reconnaissance Office el 28 de agosto de 2013, desde la Vandenberg Air Force Base, California
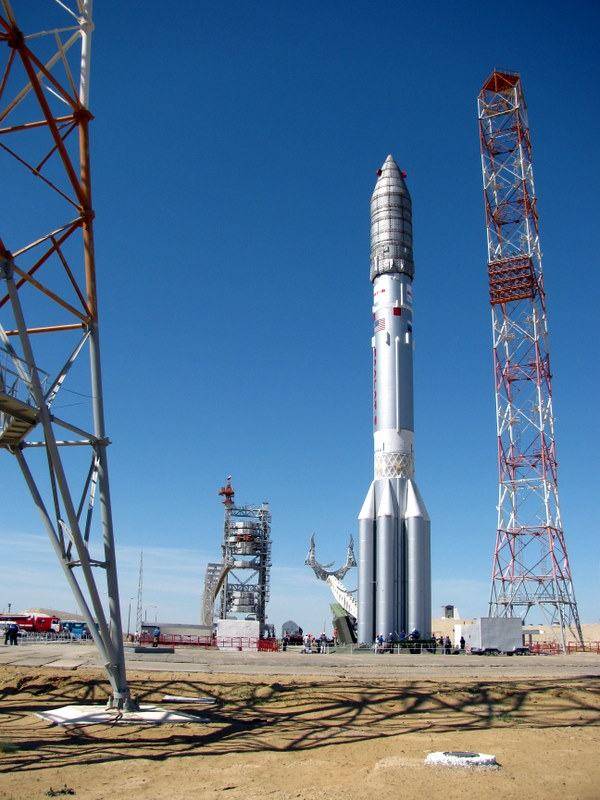
Proton-M en la plataforma de lanzamiento en el Cosmódromo de Baikonur
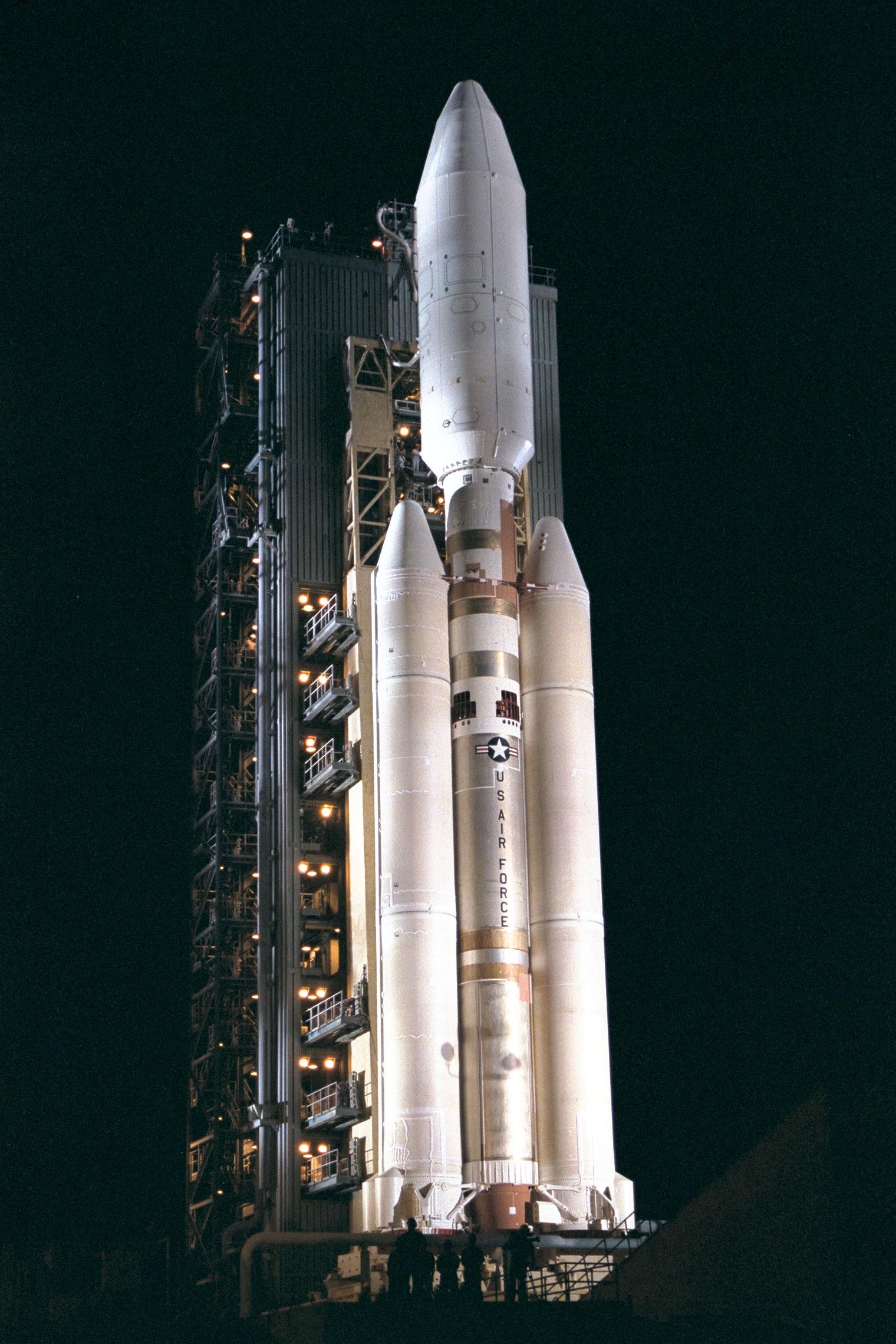
Titan IVlisto para lanzar la sonda Cassini–Huygens desde Vandenberg en octubre de 1997